# Liste der Bodendenkmäler in Gütersloh
Die Liste der Bodendenkmäler in Gütersloh enthält die denkmalgeschützten unterirdischen baulichen Anlagen, Reste oberirdischer baulicher Anlagen, Zeugnisse tierischen und pflanzlichen Lebens und paläontologischen Reste auf dem Gebiet der Stadt Gütersloh im Kreis Gütersloh in Nordrhein-Westfalen (Stand: Januar 2021). Diese Bodendenkmäler sind in Teil B der Denkmalliste der Stadt Gütersloh eingetragen; Grundlage für die Aufnahme ist das Denkmalschutzgesetz Nordrhein-Westfalen (DSchG NRW).
| Bild     | Bezeichnung     | Lage                                        | Beschreibung | Bauzeit | Eingetragen seit | Denkmal- nummer |
| -------- | --------------- | ------------------------------------------- | --- | ------- | ---------------- | --------------- |
| BW       | Siedlungsplatz  | Gütersloh Herzebrocker Straße Karte         | Jungsteinzeit bis vorrömische Eisenzeit, durch Scherbenfunde datiert, oberflächlich nicht sichtbar                                              |         | 24. Juli 1991    | B 001           |
| BW       | Grabhügelgruppe | Gütersloh Rhedaer Straße Karte              | Bronzezeit, drei Grabhügel von 17 bis 19 m Durchmesser, beschädigt, oberflächlich sichtbar                                                      |         | 24. Juli 1991    | B 002           |
| BW       | Siedlungsplatz  | Hollen Münsterlandstraße Karte              | oberflächlich nicht sichtbar |         | 24. Juli 1991    | B 003           |
| BW       | Urnenfriedhof   | Hollen Haller Straße Karte                  | jüngere Bronzezeit / frühere Eisenzeit, oberflächlich nicht sichtbar                                                                            |         | 24. Juli 1991    | B 004           |
| BW       | Urnenfriedhof   | Hollen Queller Straße Karte                 | jüngere Bronzezeit / frühere Eisenzeit, oberflächlich nicht sichtbar                                                                            |         | 24. Juli 1991    | B 005           |
| Landwehr | Landwehr        | Gütersloh Postdamm Karte                    | 260 m langer Abschnitt aus dem 16. Jahrhundert, bestehend aus Graben und Wall, oberflächlich sichtbar                                           |         | 24. Juli 1991    | B 006           |
| Landwehr | Landwehr        | Gütersloh Postdamm Karte                    | 200 m langer Abschnitt aus dem 16. Jahrhundert, bestehend aus drei parallel verlaufenden Erdwällen und Grenzbefestigung, oberflächlich sichtbar |         | 24. Juli 1991    | B 007           |
| Landwehr | Landwehr        | Avenwedde/Gütersloh Carl-Zeiss-Straße Karte | 100 m langer Abschnitt aus dem 16. Jahrhundert, bestehend aus Erdwall und begleitenden Gräben, oberflächlich sichtbar                           |         | 24. Juli 1991    | B 008           |
| Landwehr | Landwehr        | Gütersloh Ulmenweg Karte                    | zwei Abschnitte von insgesamt 250 m Länge aus dem 16. Jahrhundert, bestehend aus Erdwall und begleitenden Gräben, oberflächlich sichtbar        |         | 24. Juli 1991    | B 009           |
| Landwehr | Landwehr        | Gütersloh Brockhäger Straße Karte           | 50 m langer Abschnitt aus dem 16. Jahrhundert, bestehend aus Wall mit vorgelagerter Grabenmulde, oberflächlich sichtbar                         |         | 26. August 1994  | B 010           |